# بدو سيناء

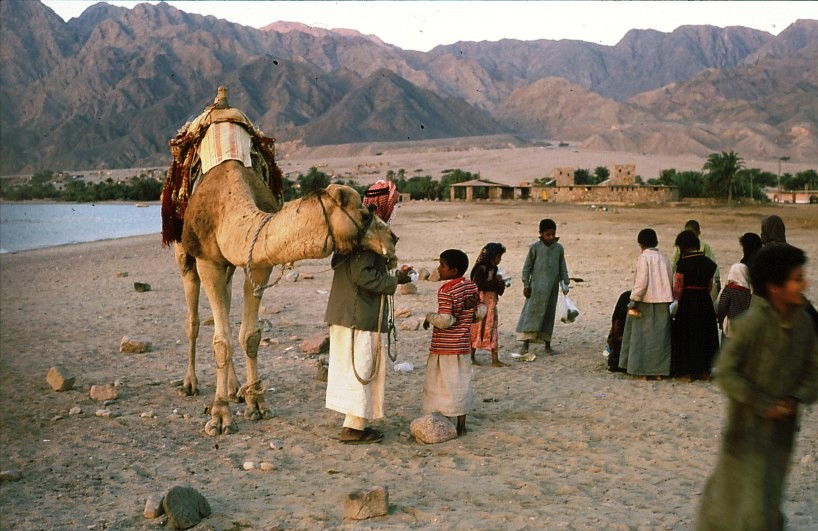
مجموعة من البدو بسيناء سنة 1981

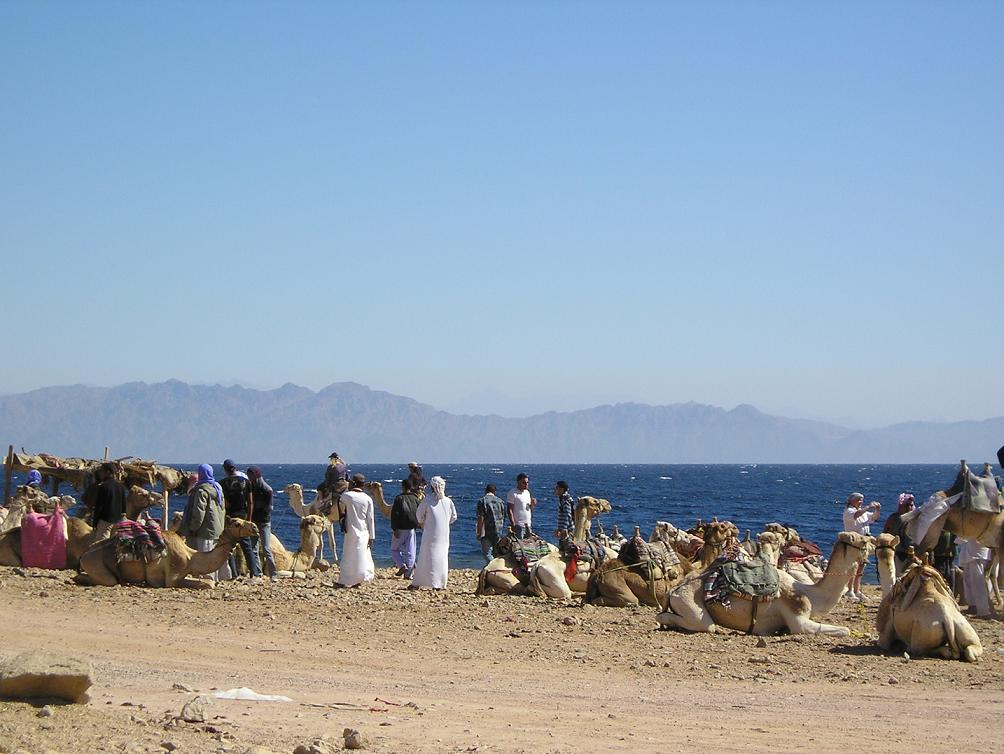
بدو بالقرب من مدينة دهب

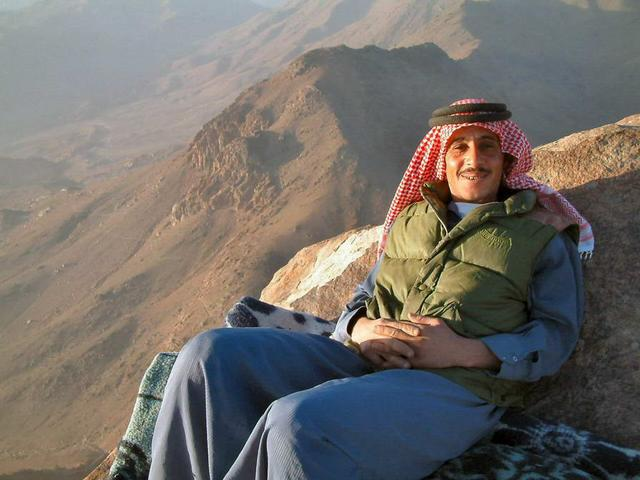
بدوي يستريح في بر سيناء

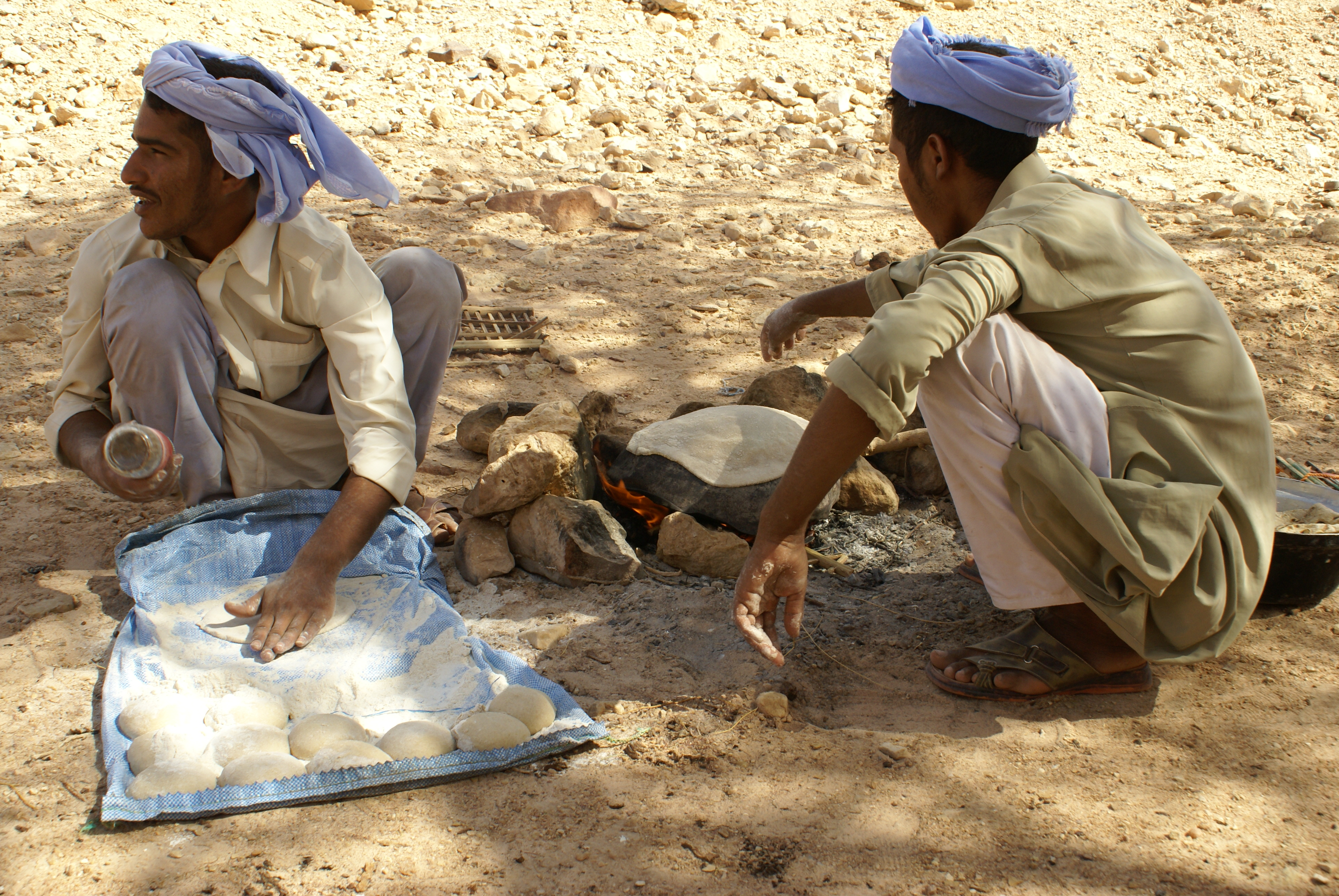
رجلان من البدو يخبزان

بدو سيناء هم مجموعة من القبائل العربية التي سكنت شبه جزيرة سيناء منذ القدم، ويبلغ تعدادهم قرابة ستمائة الف نسمة.

## العادات والتقاليد
هناك رافدان أساسيان استقى منهما العرف القبلي لبدو سيناء مواده وأحكامه. وكان أهم هذين الرافدين هو " العرف أو القانون العربي القديم "، وهو من أقدم القوانين في العالم، لكنه صيغ أساساً ليتلاءم مع طبيعة الشعوب العربية البدوية، والتي تشكل فيها القبيلة أو العشيرة أو العائلة الوحدة الأساسية لبناء المجتمع، ولهذا استندت المسئولية القانونية وفق هذا النظام العربي القديم أولاً على القبيلة ثم على العشيرة وأخيراً على العائلة، لكنها لم تستند على مسئولية الفرد القانونية. والمبرر لذلك واضح تماماً، نظراً لبعد المسافات، واتساع المساحات التي تعيش فيها القبائل في شبه الجزيرة العربية، وتنقلها الدائم بحثاً عن المرعى، كل ذلك يجعل من المستحيل اعتقال مرتكب الجريمة أو التعامل معه. فمثلاً لو تعدى فرد من قبيلة ما على فرد من قبيلة أخرى، فإن التعامل في هذه الحالة يتم مع قبيلة المعتدى وليس مع الفرد الذي قام بالاعتداء.